# توماس ديكسون
توماس ديكسون (6 أكتوبر 1847 في المملكة المتحدة - 23 أبريل 1915) (بالإنجليزية: Thomas Dixon)‏ هو لاعب كريكت جنوب أفريقي.

## وصلات خارجية
- توماس ديكسون على موقع إي آس بي آن كريك إنفو (الإنجليزية)